# Duilier
Duilius war das Nomen der Duilier, einer plebejischen Familie der römischen Republik, die im 3. Jahrhundert v. Chr. ausstarb.
Ein herausragendes Mitglied der Familie war Gaius Duilius, Konsul des Jahres 260 v. Chr., der während seines Konsulats im Ersten Punischen Krieg in der Schlacht von Mylae das Kommando innehatte. Durch den Einsatz von neuartigen Enterbrücken (Corvus) errang er den ersten Seesieg der Römer über die Karthager.
Erster Konsul der Familie war 336 v. Chr. Kaeso Duilius, der 334 v. Chr. Mitbegründer einer Colonia im süditalienischen Cales wurde.

## Mitglieder
- Gaius Duilius, römischer Konsul 260 v. Chr.
- Gaius Duilius (Mensarius), Mitglied der quinqueviri mensarii 352 v. Chr.
- Gaius Duilius Longus, römischer Militärtribun 399 v. Chr.
- Kaeso Duilius (Decemvir), römischer Decemvir legibus scribundis 450/449 v. Chr.
- Kaeso Duilius (Konsul), römischer Konsul 336 v. Chr.
- Marcus Duilius (Volkstribun 471 v. Chr.), soll die zweite secessio plebis 449 v. Chr. angeregt haben
- Marcus Duilius (Volkstribun 357 v. Chr.)